# Barranco Adentro
Barranco Adentro est un corregimiento situé dans le district de Changuinola, province de Bocas del Toro, au Panama. Il a été créé le 19 octobre 2020, séparé du corregimiento de Las Tablas.